# 武山駐屯地
座標: 北緯35度12分50秒 東経139度37分50秒 / 北緯35.21389度 東経139.63056度
武山駐屯地（たけやまちゅうとんち、JGSDF Camp Takeyama）は、神奈川県横須賀市御幸浜1-1及び2-1（学校地区）に所在する東部方面混成団等が駐屯する陸上自衛隊の駐屯地。

## 概要

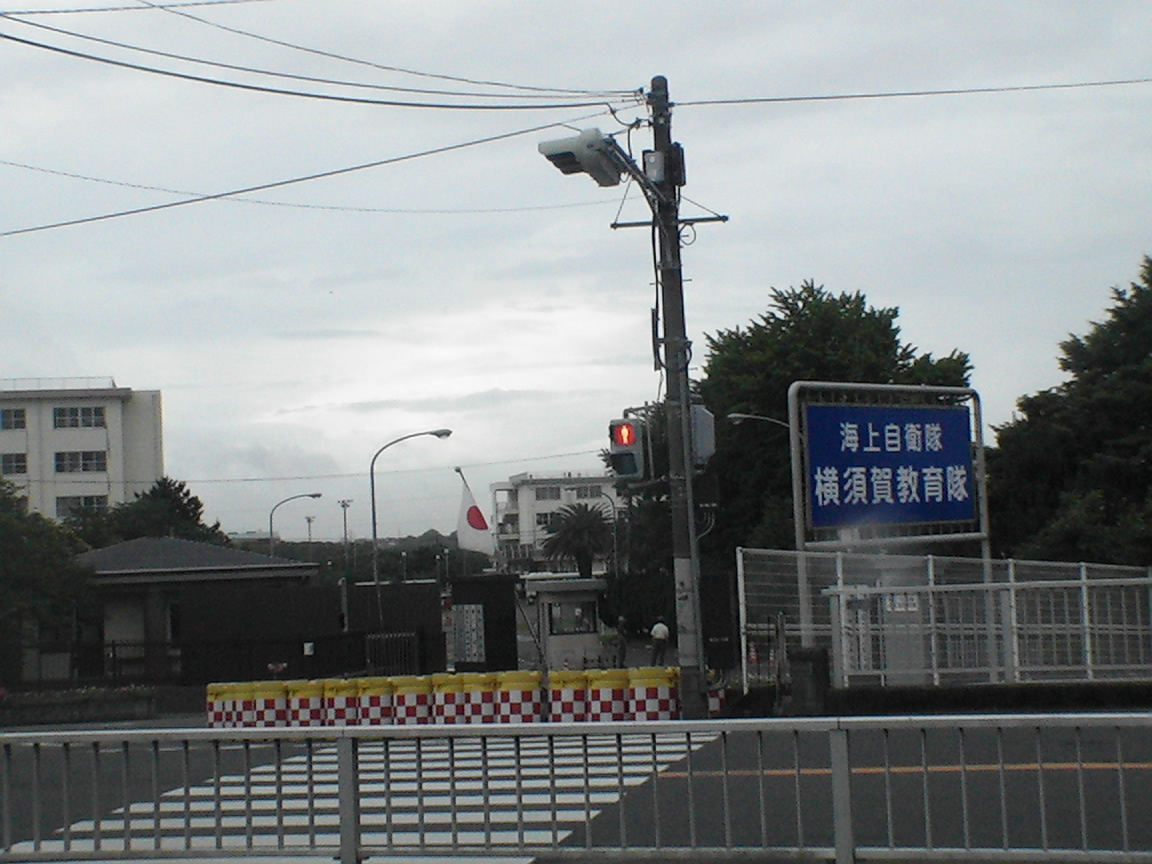
駐屯地北門

前身に旧海軍の武山海兵団を持つ。海上自衛隊横須賀教育隊（御幸浜4-1）・航空自衛隊武山分屯基地（御幸浜3-1）が隣接しており、敷地は一体となっている他、一部の施設は共用されている。また、武山分屯基地は、直ぐ南側の横須賀市長井町大原に飛び地として武山高射教育訓練場長井統制地区（旧海軍武山航空基地）を有する。横須賀市長坂には、武山駐屯地業務隊が管理する長坂小銃射撃場がある。
駐屯地司令は陸上自衛隊高等工科学校長が、分屯基地司令は航空自衛隊中部高射群第2高射隊長が兼務。

陸上自衛隊・海上自衛隊地区においては一年を通じて新入隊員等の基本教育を行っており、例年3,000名前後の学生が入居する。東部方面混成団及び横須賀教育隊の自衛官候補生及び一般曹候補生並びに高等工科学校生徒の1年生は全員、外出時の制服着用が義務づけられている。

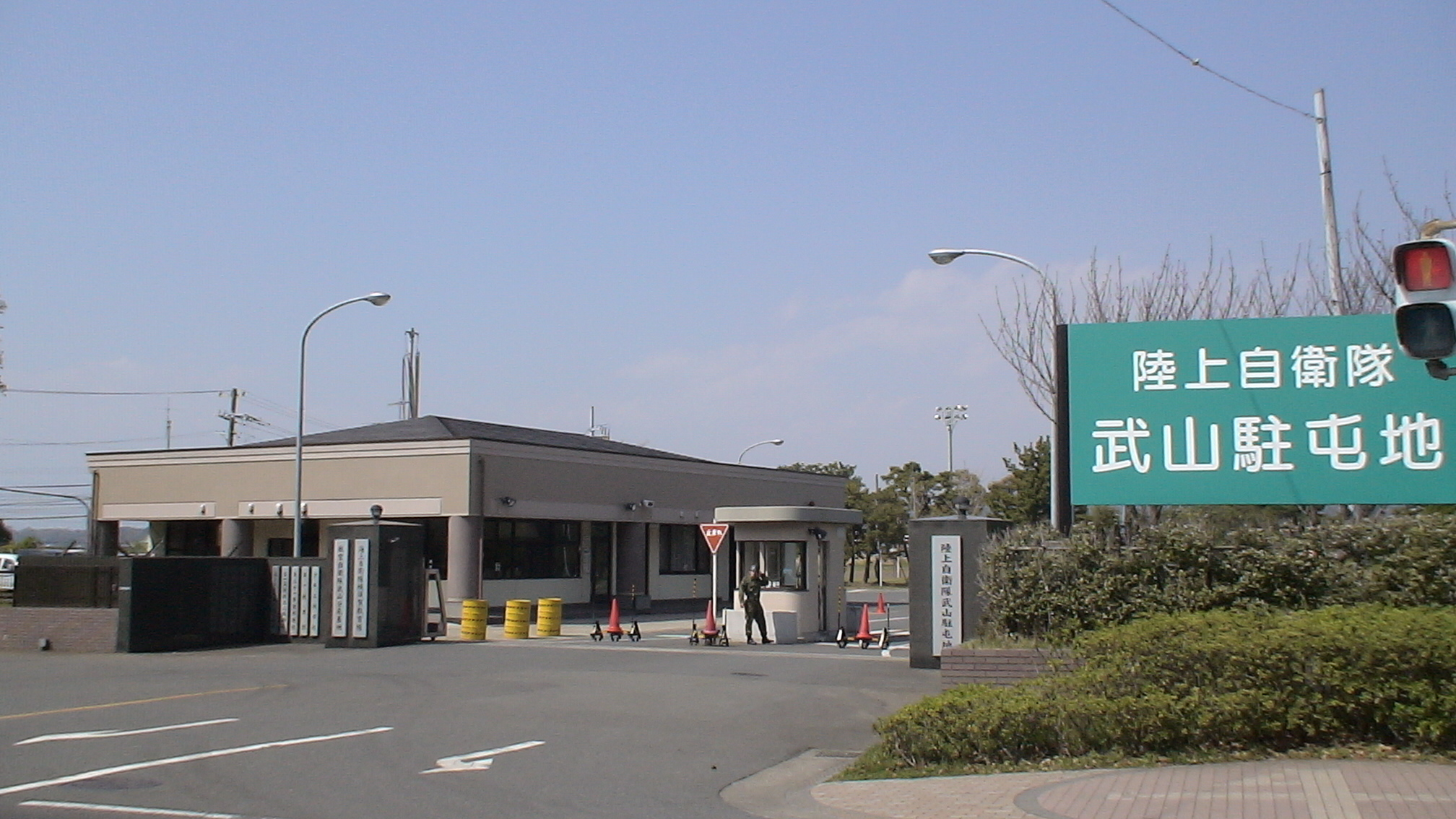
駐屯地南門

## 沿革
陸上自衛隊武山駐屯地
- 1958年（昭和33年）12月1日：武山駐とん地として新設[2]。武山駐屯地業務隊が新編。
- 1959年（昭和34年）8月13日：陸上自衛隊第1教育団及び生徒教育隊が新編。第1教育団長が駐屯地司令職務指定。

陸上自衛隊武山駐屯地・海上自衛隊横須賀基地武山地区
- 1959年（昭和34年）9月1日：海上自衛隊横須賀教育隊が新編。
- 1960年（昭和35年）3月15日：第106教育大隊が駒門駐屯地へ移駐。
- 1963年（昭和38年）
  - 1月17日：地対空ミサイルナイキ・エイジャックスを装備した陸上自衛隊第101高射大隊第2中隊が習志野駐屯地において編成。
  - 5月：第101高射大隊第2中隊が習志野駐屯地から移駐。
  - 8月15日：生徒教育隊を陸上自衛隊少年工科学校に改編。

陸上自衛隊武山駐屯地・海上自衛隊横須賀基地武山地区・航空自衛隊武山分屯基地
- 1964年（昭和39年）4月1日：ナイキシステムの航空自衛隊への移管により「航空自衛隊武山分屯基地」として発足、第101高射大隊が第1高射群に改編、第2中隊も第2高射隊に改編。
- 1971年（昭和46年）6月：ナイキAミサイルからナイキJミサイルに換装。
- 1986年（昭和61年）3月17日：駐屯地司令職務を第1教育団から少年工科学校に移管。
- 1992年（平成04年）3月31日：第1高射隊がパトリオット部隊に改編。ペトリオット・システムへの換装。
- 2002年（平成14年）3月27日：

1. 第31普通科連隊が朝霞駐屯地から移駐。
2. 第1教育団隷下の第104教育大隊及び第105教育大隊が廃止。

- 2008年（平成20年）1月29日：航空自衛隊第1高射群第2高射隊にPAC-3配備。
- 2010年（平成22年）3月26日：陸上自衛隊少年工科学校が陸上自衛隊高等工科学校に改編。
- 2011年（平成23年）4月22日

1. 第1教育団を廃止し、東部方面混成団を新編。
2. 第31普通科連隊が第1師団隷下から東部方面混成団隷下に編合。
3. 第1後方支援連隊第2整備大隊第2普通科直接支援隊を廃止し、東部方面後方支援隊第302普通科直接支援中隊（第31普通科連隊を支援）を新編。

- 2012年（平成24年）9月16日：本駐屯地と関連施設を使用した神奈川県と横須賀市合同の総合防災訓練「ビッグレスキューかながわ」を実施。
- 2016年（平成28年）12月15日：津波から装備品を保護するため、航空自衛隊武山分屯基地・第2高射隊の機材を長井統制地区[3]に移転[4]。
- 2023年（令和05年）3月16日：第2高射隊が第1高射群隷下から中部高射群隷下へ隷属替え。

## 駐屯部隊・機関（武山駐屯地）

### 東部方面隊隷下部隊
- 東部方面混成団
  - 東部方面混成団本部
  - 第31普通科連隊（即応予備自衛官を主力とするコア部隊）
  - 第117教育大隊
- 東部方面後方支援隊
  - 第302普通科直接支援中隊：第31普通科連隊を支援
- 東部方面システム通信群
  - 第105基地システム通信大隊
    - 第316基地通信中隊
      - 武山派遣隊
- 東部方面会計隊
  - 第407会計隊
- 武山駐屯地業務隊

### 防衛大臣直轄部隊・機関
- 陸上自衛隊高等工科学校
- 警務隊
  - 東部方面警務隊
    - 第129地区警務隊
      - 武山派遣隊

## 所在部隊（武山地区）

### 横須賀地方隊隷下部隊
- 横須賀教育隊
- 横須賀音楽隊
- 横須賀衛生隊第2衛生科

## 所在部隊（武山分屯基地）

### 中部航空方面隊隷下部隊
- 中部高射群
  - 第2高射隊

## 最寄の幹線交通
- 高速道路：横浜横須賀道路 衣笠IC、三浦縦貫道路 林IC
- 一般道：国道16号、国道134号、神奈川県道26号横須賀三崎線、神奈川県道27号横須賀葉山線、神奈川県道214号武上宮田線
- 鉄道：JR東日本横須賀線 久里浜駅、京急久里浜線 京急久里浜駅、三浦海岸駅
- 港湾：川崎港、横浜港（指定特定重要港湾）、横須賀港（重要港湾）、湘南港、熱海港、伊東港、下田港（地方港湾）
- 飛行場：厚木飛行場（その他の飛行場）